# Liste der Monuments historiques in Montracol
Die Liste der Monuments historiques in Montracol führt die Monuments historiques in der französischen Gemeinde Montracol auf.

## Liste der Bauwerke
| Bezeichnung      | Beschreibung                  | Standort | Kennzeichnung | Schutzstatus | Datum | Bild           |
| ---------------- | ----------------------------- | -------- | ------------- | ------------ | ----- | -------------- |
| Kirche St-Didier | Erbaut im 11./12. Jahrhundert | (Lage)   | PA00116437    | Inscrit      | 1927  | weitere Bilder |

## Liste der Objekte

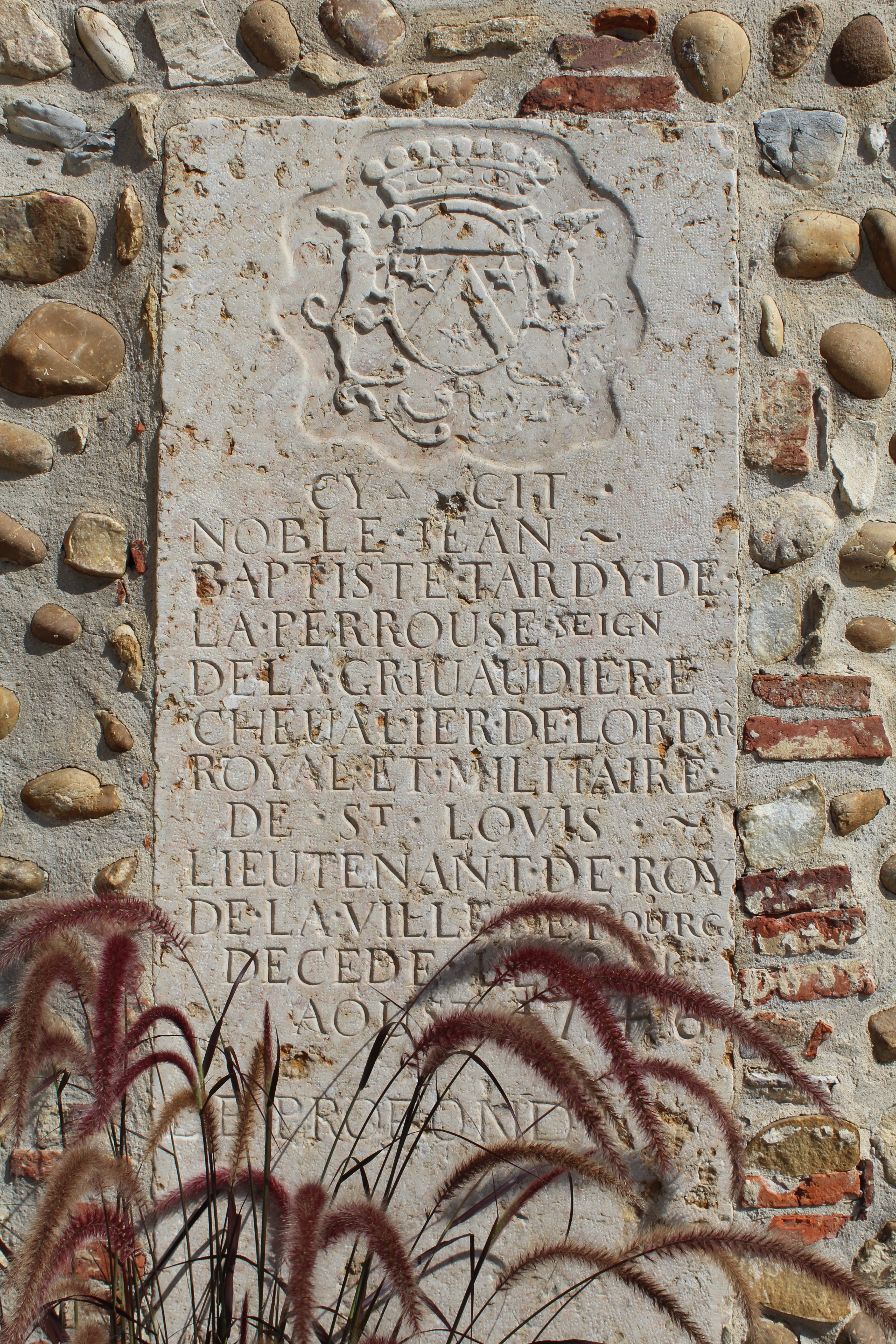
Grabplatte für Jean-Baptiste Tardy de La Pérrouse († 1746) in der Kirche St-Didier

- Monuments historiques (Objekte) in Montracol in der Base Palissy des französischen Kultusministeriums